# 聖里塔市

聖里塔市（西班牙語：Municipio Santa Rita），是委內瑞拉的一個市，位於該國西北部蘇利亞州，首府設於聖里塔，始建於1989年6月26日，面積505平方公里，2012年人口54,095，人口密度每平方公里107.12人。